# Kalle Kriit
Kalle Kriit, né à Elva le 13 novembre 1983, est un coureur cycliste estonien.

## Biographie
Après une saison dans les rangs amateurs de l'équipe AVC Aix-en-Provence, il rejoint l'équipe Cofidis en 2010. Il est surnommé Estonian emperor, l'Empereur estonien.

## Palmarès et classements sur route

### Palmarès par année
- 2001

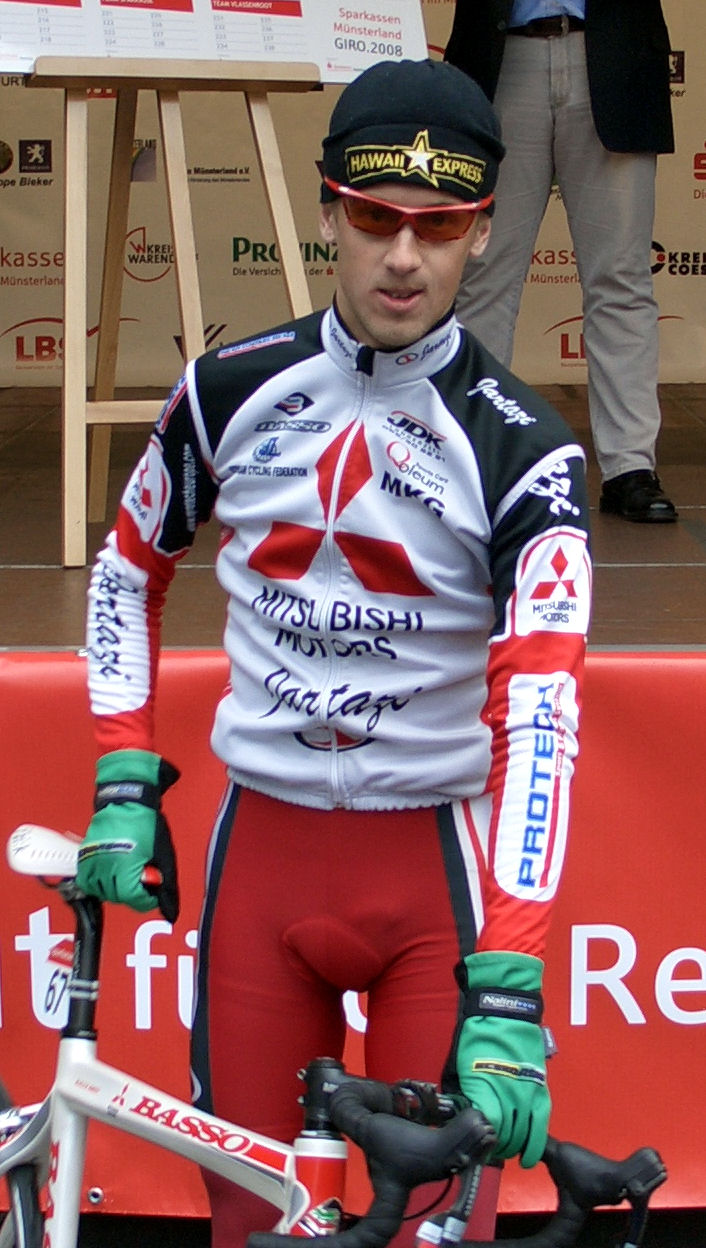
Kalle Kriit en 2008

  - 2ea étape du Tour de Haute-Autriche juniors
  - 2e du Tour de Haute-Autriche juniors
  - 3e du championnat d'Estonie du contre-la-montre juniors
- 2002
  -  Champion d'Estonie sur route espoirs
- 2003
  - Grand Prix du Cru Fleurie
- 2005
  -  Champion d'Estonie sur route espoirs
  - 1re étape du Tour des cantons de Mareuil-Verteillac
  - 2e du Circuit des Communes de la Vallée du Bédat
  - 2e du Tour du Charolais
  - 2e du Ruban Nivernais-Morvan
  - 2e du Circuit des Vignes
  - 2e du championnat d'Estonie du contre-la-montre espoirs
  - 2e du Tour des cantons de Mareuil-Verteillac
  - 2e du Circuit des Boulevards
  - 3e du Grand Prix de Saint-Étienne Loire
- 2007
  - Kreiz Breizh Elites :
    - Classement général
    - 1re, 3ea et 4e étapes

  - 2e étape du Tour de la Creuse
  - 2e étape du Tour des Landes
  - Circuit des Deux Ponts
  - 2e du Circuit des Quatre Cantons
  - 2e des Boucles de la Marne
  - 2e du Grand Prix Christian Fenioux
- 2008
  - 2e du championnat d'Estonie sur route
- 2009
  - 3e du Grand Prix de Beuvry-la-Forêt
- 2010
  -  Champion d'Estonie sur route

### Résultats sur les grands tours

#### Tour d'Italie
1 participation
- 2010 : 98e

### Classements mondiaux
| Année           | 2005 | 2006 | 2007 | 2008 | 2009 | 2010 |
| --------------- | ---- | ---- | ---- | ---- | ---- | ---- |
| UCI Europe Tour | 682e |      | 677e | 310e |      | 297e |

## Palmarès en VTT

### Championnats d'Europe
- 2009
  -  Médaillé d'argent du cross-country marathon